# Château de Miserey
Le château de Miserey est un château, ancienne maison forte, situé sur la commune de Miserey-Salines dans le département français du Doubs, en Franche-Comté.

## Localisation
Le château est situé au centre du village de Miserey-Salines.

## Histoire
Le château est une ancienne maison-forte modernisée au XVIIe siècle auquel est adjoint un jardin régulier. Il appartient alors à la famille Gauthiot d'Ancier et en 1753 est cédé à Nicolas-Marin d’Orival, seigneur de Miserey, dont les descendants en ligne féminine occupent toujours le château.
Les bâtiments du château sont développés au XVIIIe siècle et le jardin régulier d'origine est remplacé en 1854 par un jardin paysager, œuvre de Victor Baille.
Le château bénéficie d'une inscription au titre des monuments historiques depuis le 8 août 1994.

## Description
Le château fait face aux dépendances symétriquement et possède deux tours. Une de ces deux tours possède des fenêtres à meneaux et une porte fenêtre à balconnet.[réf. souhaitée]

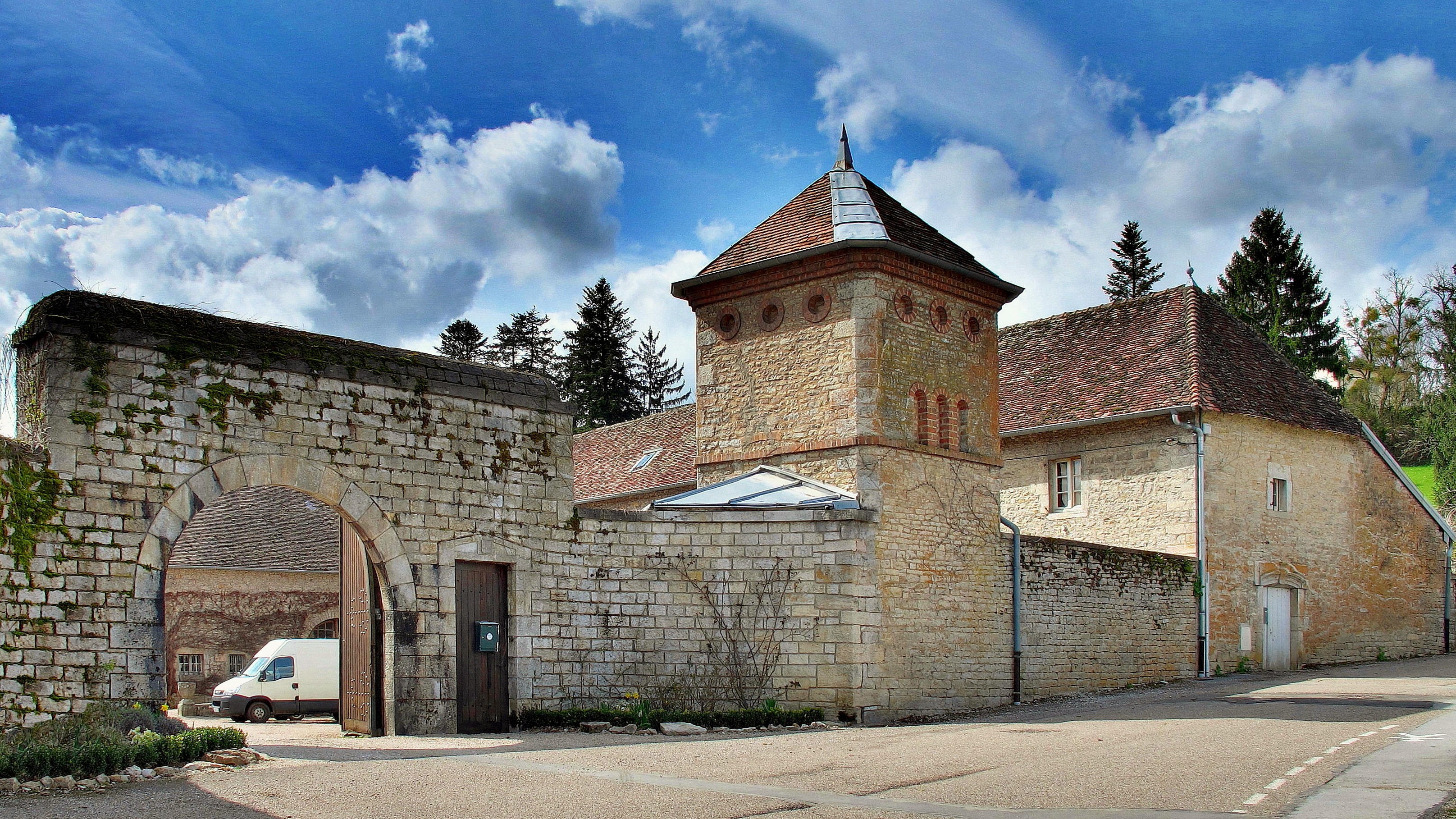
L'entrée de la cour et le pigeonnier du château.